# Dabéga
Dabéga är en ort i Burkina Faso.   Den ligger i regionen Plateau-Central, i den centrala delen av landet, 100 km öster om huvudstaden Ouagadougou. Dabéga ligger 330 meter över havet och antalet invånare är 501.
Terrängen runt Dabéga är mycket platt. Närmaste större samhälle är Zorgho, 5,1 km sydväst om Dabéga.
Trakten runt Dabéga består till största delen av jordbruksmark. Runt Dabéga är det ganska tätbefolkat, med 129 invånare per kvadratkilometer.